# Rubus nuptialis
Rubus nuptialis är en rosväxtart som beskrevs av Heinrich E. Weber. Rubus nuptialis ingår i släktet rubusar, och familjen rosväxter. Inga underarter finns listade i Catalogue of Life.